# Grease (musical)
 Denne artikel omhandler overvejende eller alene danske forhold. Hjælp gerne med at gøre artiklen mere almen.
 For alternative betydninger, se Grease. (Se også artikler, som begynder med Grease)
Grease er en musical af Jim Jacobs og Warren Casey. Musicalen havde sin verdenspremiere 5. februar 1971 på The Kingston Mines i Chicago. Året efter fik forestillingen sin New York-premiere off-Broadway d.14. februar 1972 på the Eden Theatre. Efter 128 udsolgte forestillinger flyttede Grease til Broadway, hvor den havde premiere d. 7. juni 1972 the Broadhurst Theatre. 
Musicalen blev verdenskendt i forbindelse med filmatiseringen af samme navn fra 1978 med John Travolta og Olivia Newton-John. 
Hovedrollen i musicalen havde Henry Winkler, som også spillede Fonzie (the Great Fonz), i tv-serien Happy Days (dansk titel: Kliken og jeg), som omhandlede det samme tema.

## Danske opsætninger
- Nørrebros Teater 1994
- Odense Teater 1996
- Nørrebros Teater 1997
- Fredericia Teater 2003
- Musikhuset Aarhus 2004-2005
- Tivolis Koncertsal 2012
- Tivolis Koncertsal 2014
- Falkoner Salen/Musikteatret Holstebro/Vejle Musikteater 2023

### Nørrebros Teater 1994 (dansk førsteopførelse)
Grease havde sin danske førsteopførelse på Nørrebros Teater d. 3. marts 1994. For iscenesættelsen stod teatrets daværende direktør Leon Feder, Adam Price havde oversat teksten til dansk og Fini Høstrup var kapelmester. Susanne Breuning var koreograf, Terry Parsons scenograf og Bill Butler kostumier. 
- Sandy – Ilia Swainson
- Rizzo – Nastja Arcel
- Marty – Sus Mathiasen
- Jan – Bolette Schrøder
- Frenchy –  Anne Mette Busch
- Miss Lynch - Susanne Breuning
- Danny – Peter Jorde
- Kenickie – Timm Vladimir
- Roger – Michael Hasselflug
- Doody – Troels Walther Mortensen
- Patty Simcox – Helle Guldbech

Forestillingen blev overvejende positivt anmeldt af Bettina Heltberg i Politiken ("Nostalgisk og noget så fedt", 4. marts 1994), Per Theil i Berlingske Tidende ("Uskyldens år", 4. marts 1994)  og Jens Kistrup i Weekend-Avisen ("Nørrebro kræver: Det samme - og noget nyt", 11. marts 1994)

### Odense Teater 1996
- Sandy – Ilia Swainson (som gæst)
- Danny – Peter Jorde (som gæst)

De øvrige roller blev besat med medlemmer af Odense Teaters faste ensemble.
Forestillingen blev iscenesat af Susanne Breuning efter Leon Feders forlæg fra Nørrebro Teaters opsætning i 1994, og Bent Lundgaard var kapelmester.

### Nørrebros Teater 1997
- Sandy – Ilia Swainson/Pernille Højgaard
- Rizzo – Ruth Juncker
- Marty – Anne Suppli
- Jan – Vibeke Thordal-Christensen
- Frenchy –  Karina Lohse
- Miss Lynch - Lene Maimu
- Danny – Morten Vogelius/Peter Jorde
- Kenickie – Carsten Bjørnlund
- Roger – Peter Oliver Hansen
- Doody – Troels Walther Mortensen
- Teen Angel - Leif Laurberg

### Fredericia Teater 2003
- Sandy – Katrine Falkenberg
- Rizzo – Ilia Swainson
- Marty – Rikke Thomsen
- Jan – Line Krogholm
- Frenchy – Julie Lund
- Danny – Kaare Thøgersen
- Kenickie – Ulrik Thomsen
- Roger – Benjamin Shitrit
- Doody – Kasper Le Fevre
- Patty Simcox – Rikke Hvidbjerg
- Teen Angel – Søren Møller

### 2004 Danmarksturné
- Sandy – Sofie Lassen-Kahlke
- Rizzo – Trine Gadeberg
- Marty – Rikke Hvidbjerg
- Jan – Line Krogholm
- Frenchy – Mette Mai Langer
- Danny – Tomas Ambt Kofoed
- Kenickie – Ulrik Poulsen
- Roger – Mikkel Stubbe Teglbjærg
- Doody – Rasmus Fruergaard
- Sonny – Kasper Le Fevre
- Vince Fontaine – Niels Ellegaard
- Teen Angel – Bjarne Langhoff Jensen

### Tivolis Koncertsal 2012
- Sandy – Anna David
- Rizzo – Julie Steincke
- Marty – Rikke Hvidbjerg
- Jan – Christine Astrid
- Frenchy – Vicki Berlin
- Danny – Sonny Fredie-Pedersen
- Kenickie – Silas Holst
- Roger – Christian Lund
- Doody – Kim Ace Nielsen
- Sonny – Joey Moe
- Patty Simcox – Julie Lund
- Teen Angel – Line Krogholm

### Tivolis Koncertsal 2014
- Sandy – Anna David
- Rizzo – Julie Steincke
- Marty – Rikke Hvidbjerg
- Jan – Christine Astrid
- Frenchy – Vicki Berlin
- Danny – Silas Holst
- Kenickie – Allan Hyde
- Roger – Jeff Schjerlund
- Doody – Kim Ace Nielsen
- Sonny – Basim
- Patty Simcox – Julie Lund
- Miss Lynch - Nastja Arcel

### Falkoner Salen/Musikteatret Holstebro/Vejle Musikteater 2023
- Sandy – Neel Rønholt
- Rizzo – Lea Thiim Harder
- Marty – Alberte Kyst
- Jan – Nanna Rossen
- Frenchy –  Fie Alberte Damgaard-Lauritsen
- Miss Lynch - Nastja Arcel
- Danny – Silas Holst
- Kenickie – Joakim Tranberg
- Roger – Lasse Dyg
- Doody – Christian Collenburg
- Patty Simcox – Linea Høeg Olsen
- Teen Angel - Sara Gadborg